# Platypalpus articulatoides
Platypalpus articulatoides är en tvåvingeart som först beskrevs av Frey 1918.  Platypalpus articulatoides ingår i släktet Platypalpus och familjen puckeldansflugor. Arten är reproducerande i Sverige. Inga underarter finns listade i Catalogue of Life.